# Google Play Juegos
Google Play Juegos es un servicio de juegos en línea y un kit de desarrollo de software operado por Google, parte de su línea de productos Google Play, para el sistema operativo Android. Cuenta con perfiles de jugador, guardados en la nube, logros y tablas de clasificación públicas y sociales. El servicio Play Juegos permite a los desarrolladores incorporar las funciones anteriores en sus juegos sin tener que desarrollar esas funciones desde cero. El servicio se lanzó en Microsoft Windows en 2022.

## Historia
El servicio Google Play Juegos se presentó en la Google I/O 2013 Developer Conference, y la aplicación móvil independiente Google Play Juegos se lanzó para Android el 24 de julio de 2013. Andrew Webster de The Verge comparó Google Play Juegos a Game Center, una red de juegos similar para usuarios del propio sistema operativo iOS de Apple Inc.
Google Play Juegos ha recibido actualizaciones a lo largo de los años desde su lanzamiento, incluida una función de grabación de pantalla, ID de jugador personalizados, juegos integrados, y una sala de juegos para descubrir juegos.
Los servicios multijugador en tiempo real y por turnos quedaron obsoletos desde el 16 de septiembre de 2019. El soporte para estas funciones de API finalizó el 31 de marzo de 2020. En 2021, Google anunció que el servicio estaría disponible en Microsoft Windows, presentando un nuevo logotipo al mismo tiempo.